# Sulpicia (poète)
Pour les articles homonymes, voir Sulpicia.
Sulpicia est une poétesse romaine du Ier siècle av. J.-C. On connaît d'elle six courts poèmes (environ 40 lignes en tout) écrits en latin qui ont été publiés dans le corpus de poésie de Tibulle (poèmes 3.13-18). Elle est l'une des rares femmes poètes de la Rome antique dont l'œuvre a survécu.

## Biographie
Sulpicia naît vers 40 av. J.-C. et vit sous le règne d'Auguste. Elle est la fille de Servius Sulpicius Rufus et de sa femme Valeria ; son oncle et tuteur est Marcus Valerius Messalla Corvinus (60 av. J.-C. - 8 apr. J.-C.), un important mécène d’écrivains. La famille de Sulpicia est composée de citoyens aisés ayant des liens avec l'empereur Auguste, puisque son oncle Messalla est le commandant de celui-ci.

## Œuvre
Ce qui survit de l'œuvre de Sulpicia se compose de six courts poèmes élégiaques (3.13–18), conservés dans un recueil de poésie, le livre 3 du Corpus Tibullianum. Les poèmes sont adressés à Cerinthus. Dans un article de 2020, Jacqueline Fabre-Serris propose d'attribuer aussi le poème 3, 11 du Corpus Tibullianum à Sulpicia.
Cerinthus est très probablement un pseudonyme, dans le style de l'époque (comme la Lesbie de Catulle et la Cynthie de Properce). On a parfois pensé que Cerinthus faisait référence au Cornutus dont parle Tibullus dans deux de ses élégies, probablement l'aristocrate Caecilius Cornutus. La similitude des consonnes et la ressemblance entre le grec keras (« corne ») et le latin cornu (également « corne ») font partie des arguments cités en faveur de cette identification. La critique récente, cependant, a tendance à ne pas tenter d'identifier Cerinthus avec une figure historique et note plutôt les implications littéraires du pseudonyme.
Certains critiques remettent en question l'attribution selon laquelle les poèmes de Sulpicia ont été écrits par une femme. Thomas Hubbard, Thomas Habinek et Niklas Holzberg rejettent cette identification en faisant appel à un prétendu manque de culture littéraire par les femmes dans la Rome antique,,. Alison Keith qualifie la logique de l'article de Hubbard de « tortueuse » et met également en évidence des problèmes dans les tentatives de Holzberg et Habinek. En revanche, Judith P. Hallett plaide pour l'augmentation du nombre de poèmes attribués à Sulpicia en proposant d'inclure les poèmes 8 à 12 du Corpus Tibullianum, qui sont attribués à un amicus Sulpiciae (un ami de Sulpicia).
Alors que les universitaires considéraient traditionnellement Sulpicia comme une autrice amatrice, à cause de préjugés misogynes, ce point de vue est contesté par Santirocco dans un article publié en 1979. Par la suite, le mérite littéraire de cette collection de poèmes est plus généralement reconnu.

## Traductions anglaises
- Projet Perseus – Traduction par Anne Mahoney.
- Poèmes de Sulpicia I traduits, avec une introduction, des notes et un glossaire par Jon Corelis.

## Traductions et études en français
- Le Distique élégiaque chez Tibulle, Sulpicia, Lygdamus, par Augustin Cartault, Université de Paris. Bibliothèque de la Faculté des lettres, 1911.
- Tibulle et les auteurs du Corpus Tibullianum, Bibliothèque de l'École des hautes études, 1924.

## Voir également
- Sulpicia (gens)